# A Raiva e o Orgulho
A Raiva e o Orgulho (no original em italiano, La rabbia e l'orgoglio ISBN 88-17-86983-X) é um livro de Oriana Fallaci, escritora e jornalista italiana.
Originalmente era uma série de artigos publicados no jornal Corriere della Sera sobre os ataques de 11 de setembro de 2001. É um panfleto contra a ditadura, o terrorismo, o extremismo e o fanatismo religioso do Islã.
Oriana Fallaci, renomada jornalista italiana, oferece uma análise franca e incisiva sobre questões contemporâneas, apresentando argumentos fortes e às vezes controversos sobre temas como multiculturalismo, globalização e os desafios enfrentados pelas sociedades ocidentais diante do crescimento do fundamentalismo islâmico.
A Raiva e o Orgulho é conhecido por sua linguagem franca e apaixonada, que atraiu tanto elogios quanto críticas. O livro provocou debates intensos sobre liberdade de expressão, tolerância religiosa e o papel dos valores culturais na sociedade contemporânea. Sua publicação gerou reações diversas - desde apoio entusiasmado até acusações de intolerância e xenofobia.
Trata-se de uma obra que levanta questões importantes sobre a relação entre o Ocidente e o mundo islâmico, bem como sobre as tensões culturais e políticas dentro da própria Europa. É uma leitura que desafia o leitor a refletir sobre as complexidades do mundo contemporâneo e os desafios enfrentados pelas sociedades pluralistas.